# عباس آخوندی
عبّاس احمد آخوندی (زادهٔ ۱۶ خرداد ۱۳۳۶ در نجف) سیاستمدار، مدیر ارشد اجرایی و مدرس دانشگاه ایرانی است که سمت وزیر راه و شهرسازی را در دولت‌های یازدهم و دوازدهم از سال ۱۳۹۲ تا ۱۳۹۷ برعهده داشت. او همچنین استادیار  دانشکده مطالعات جهان دانشگاه تهران است. وی در انتخابات ریاست جمهوری ۱۴۰۳ به عنوان یکی از ۳ کاندید جبهه اصلاحات برای انتصاب به شورای نگهبان معرفی شد.
آخوندی در سال ۱۳۶۱ در سن ۲۵ سالگی درحالی که دانشجوی کارشناسی مهندسی راه و ساختمان بود به سمت معاون سیاسی وزارت کشور ایران منصوب شد. وزیر کشور ناطق نوری (باجناغ وی) بود. او در سال ۱۳۷۲ در ۳۶ سالگی به سمت وزیر مسکن منصوب شد. با تغییر دولت در سال ۱۳۷۶ وی به صدا و سیما رفت و قائم مقام رئیس (علی لاریجانی) شد. او در سال ۱۳۹۲ در رزومه خود به عنوان کاندید وزیر مسکن، تدوین پیش نویس لایحه خصوصی‌سازی را به خود منتسب کرده بود و برخی رسانه‌ها او را مبدأ لایحه خصوصی‌سازی در ایران (که در سال ۱۳۸۶ تصویب شد) و اصلاحیه اصل ۴۴ قانون اساسی معرفی کردند و با این رزومه وزیر اقتصاد شد. ولی وی تنها در سال ۱۳۸۲ درحالی که هیچ مدرک و صلاحیتی در رشته اقتصاد نداشت، در پروژه‌ای برای وزارت اقتصاد، مثل بسیاری دیگر پیش‌نویسی برای لایحه خصوصی‌سازی نوشته بود که در این دوره هیچ‌یک از وزارت اقتصاد خارج نشد تا به هیئت دولت برد تا اینکه در سال ۱۳۸۴ در زمان وزارت اقتصاد دانش‌جعفری و به همت تیم وی لایحه‌ای بسیار جامع‌تر و وسیع‌تر نسبت به کارهای قبل برای خصوصی‌سازی ارائه شد و همراه با سیاست‌های کلی اصل ۴۴ با پشتیبانی دولت اجرا شد. وی از منتقدان انجام خصوصی‌سازی در ایران است و بیان می‌کند ۹۹٪ خصوصی‌سازی‌ها از سال ۱۳۸۶ تا ۱۳۹۰ انجام شد که موجب بی دولتی در ایران شد و دولت را از حیّز انتفاع انداخت. وی اینکار را شروع سیستم اقتصادی مرکانتیلیسمی در اقتصاد ایران معرفی می‌کند که قبل آن نبود. او در سال ۱۳۹۲ با شروع دولت یازدهم و ریاست وی در وزارت اقتصاد با بیان اینکه خصوصی‌سازی‌های قبلی حراج «سرمایه ملی بود» شعار «موج دوم خصوصی‌سازی» و اصلاح خصوصی‌سازی ناقص دوره قبل را مطرح کرد. ولی در این دوره ابتدا آزادسازی و رقابتی‌کردن بازارها که در قالب هدفمندسازی یارانه‌ها در حال انجام بود متوقف شد و سپس خبر توقف واگذاری شرکت‌های دولتی و حتی تعطیلی سازمان خصوصی‌سازی مطرح شد و بسیاری از بنگاه‌های واگذار شده در گذشته (بعضاً با دلایل سیاسی) دوباره با فرآیندهای قانونی شبهه‌دار توسط دولت یازدهم مصادره شدند. همچنین در این دوره به اسم تلاش برای کنترل تورم، سیاست انقباض شدید و بی‌سابقه پولی، رکورد نرخ بهره واقعی در اقتصاد ایران و رکود شدیدی اعمال شد که بسیاری از بنگاه‌های خصوصی واگذار شده در گذشته ورشکست شدند و به فروش دارایی افتادند و ورشکست شدن آن‌ها نماد شکست خصوصی‌سازی دوره‌های گذشته شد. آخوندی معتقد است باید سازمان خصوصی‌سازی، قبل از واگذاری شرکت‌ها و بجای روش حراج به بالاترین قیمت، شرکت‌ها را تأیید صلاحیت می‌کرد تا مطمئن شود واگذاری به نهادهای عمومی غیردولتی انجام نشود. او در مورد طرح هدفمندسازی یارانه‌ها که سازوکار آزادسازی بازارها در دولت نهم و دهم بود معتقد است باعث زمین‌گیر شدن بودجه دولت و ضعف توان توسعه‌ای شد و منابع حاصل از جهش قیمت حامل‌های انرژی و فرآورده‌های نفت باید توسط دولت وقت خرج می‌شد.
او فعالیت دولتی خود را از سال ۱۳۵۸ در جهاد سازندگی آغاز کرد. وی همچنین به مدت ۸ سال رئیس خیریه صندوق مسکن ایران بود.
آخوندی در انتخابات ریاست‌جمهوری سال ۱۳۸۸ از رئسای ستاد میرحسین موسوی بود. او نمایندهٔ «ستاد اصول‌گرایانِ حامی میرحسین موسوی» در ستاد مرکزی موسوی و همچنین نماینده وی در اعتراض به تقلب ادعایی در این انتخابات بود.
آخوندی دانش‌آموختهٔ کارشناسی ارشد مهندسی راه و ساختمان از دانشکده فنی دانشگاه تهران و دکترای اقتصاد سیاسی رویال هالووی، دانشگاه لندن است و او از ۱۳۶۱ تا ۱۳۶۴ معاون سیاسی وزارت کشور بود و در فاصله سالهای ۱۳۶۶ تا ۱۳۷۲ ریاست بنیاد مسکن انقلاب اسلامی را برعهده داشت. او از ۱۳۷۶ تا ۱۳۷۷ بعنوان قائم‌مقام مدیرعامل سازمان صدا و سیما فعالیت می‌کرد.

## زندگی
عبّاس احمد آخوندی در خرداد سال ۱۳۳۶ در یک خانواده روحانی در نجف زاده شد. پدرش، شیخ علی آخوندی که نسب به آخوندی‌های یزد می‌برد، زاده مشهد و روحانی مجتهد و از ناشران به نام کتاب در حوزهٔ دین بود. وی نوه دختری عبدالحسین امینی از مراجع نجف و صاحب اثر معروف الغدیر است. او داماد سیدهاشم رسولی‌محلاتی است. سید محمدعلی شهیدی محلاتی و علی‌اکبر ناطق‌نوری باجناغ او هستند.
آخوندی تحصیلات ابتدایی خود را در مدرسه علوی ایرانیان در نجف طی کرد و پس از بازگشت خانواده‌اش به ایران، دوره متوسطه را در قم و تهران طی کرد و در سال ۱۳۵۶ وارد دانشکده فنی دانشگاه تهران شد. وی مدرک کارشناسی ارشد مهندسی راه و ساختمان خود را از دانشگاه تهران دریافت کرد.
در ادامه تحصیلاتش، آخوندی در سال ۱۳۷۷ به انگلستان رفت و در رویال هالووی، دانشگاه لندن، در رشته اقتصاد سیاسی مدرک دکتری خود را دریافت کند. عنوان پایان‌نامه او «جهانی‌سازی، دولت ملی و سیاستگذاری اقتصادی ملی: گرایش‌های نخبگان ایرانی» بود. وی هم‌اکنون در دانشگاه تهران عضو هیئت‌علمی دانشکده مطالعات جهان و استاد گروه بریتانیاست.

## فعالیت‌های اجرایی
با ورود به دانشگاه تهران و تحصیل در دانشکده فنی که از پرشورترین محیط‌های سیاسی در دوران انقلاب بود، آخوندی بیش از گذشته با جریان‌های انقلابی همراه شد. در همین سال، پسرعموی انقلابی‌اش، محمدرضا آخوندی، اعدام شد.
او از سوی سید محمد بهشتی در اولین شورای مرکزی جهاد سازندگی به عنوان عضو شورا انتخاب شد. وی همچنین در جهاد سازندگی مسئولیت امور استان‌ها را بر عهده داشت و پس از شروع جنگ ایران و عراق مسئولیت ستاد پشتیبانی جبه‌های جنگ جهاد سازندگی را نیز برعهده گرفت.
اساسنامه جهاد سازندگی را عباس آخوندی همراه با گروهی تهیه نمود که به این منظور تشکیل داده بود. در این راستا، تصمیم بر آن شد که از چهره‌های مهم خارج از ساختار جهاد سازندگی، برای تهیه اساسنامه، دعوت شود که میرحسین موسوی به این منظور انتخاب شد.

### معاونت سیاسی و اجتماعی وزارت کشور
آخوندی در مرداد ماه سال ۱۳۶۱ به عنوان معاون سیاسی و اجتماعی وزیر کشور منصوب شد. معاونتی که پس از او به تدریج به سه معاونت در وزارت کشور تقسیم شد. او در این دوره، دبیری شورای امنیت کشور، ریاست شورای تأمین ویژه غرب کشور، ریاست ستاد مرزها، ریاست ستاد مبارزه با مواد مخدر و ریاست شورای هماهنگی امور افغان‌ها را بر عهده داشت. در دوران عهده‌داری سمت معاونت وزارت کشور، آخوندی انتخابات اولین دوره مجلس خبرگان، چهارمین دوره انتخابات ریاست جمهوری و انتخابات دومین دوره مجلس شورای اسلامی را برگزار کرد.

### بنیاد مسکن
وی در بهمن ۱۳۶۵ به عنوان مشاور رئیس بنیاد مسکن و مسئول بازسازی مناطق سیل‌زده و در بهمن ۱۳۶۶ به عنوان رئیس بنیاد مسکن انقلاب اسلامی منصوب شد. در ۳۱ خرداد ماه ۱۳۶۹ زلزله رودبار و منجیل رخ داد که در پی آن بیش از ۲۲۰ هزار واحد مسکونی از ده تا صد درصد آسیب دیدند. مسؤولیت بازسازی مناطق آسیب دیده بر عهده آخوندی گذاشته شد و در دوره ای دوساله، بخشی از روند بازسازی پایان گرفت.

## وزارت راه و شهرسازی
آخوندی در ۲۴ مرداد سال ۱۳۹۲ به عنوان وزیر راه و شهرسازی در دولت یازدهم منصوب شد و تا تاریخ ۲۸ مهر ماه سال ۱۳۹۷ که استعفا داد و قبول شد در این سمت فعالیت می‌کرد. از اقدامات و مواضع او در این دوره مخالفت با طرح مسکن مهر و یاد کردن از آن با جملاتی مثل «مسکن مهر طرح مزخرفی است» بود. او با وجود مخالفت با ادامه طرح مسکن مهر، طرح مسکن اجتماعی در دولت روحانی را مطرح کرد. در این طرح برخلاف مسکن مهر که تمام هزینه‌ها بجز قیمت زمین و وام را متقاضیان می‌پرداختند، پیش‌بینی شده بود متقاضیان ۴۰ درصد هزینه‌ها را بپردازند ولی هیچ وقت به صورت جدی اجرا نشد.

### کارهای انجام شده
در این دوره بود که وزارت راه و شهرسازی، رویکردی فراتر از نگاه صرف به ساخت و ساز و توسعه کمیتی را در پیش گرفت. سیاست‌هایی چون پذیرش حقوق شهروندی و جلب مشارکت عمومی، عدالت اجتماعی به مفهوم برخورداری همگانی، حفاظت از محیط زیست و ایمنی، توسعه پایدار و مدیریت خردمندانه فضای سرزمین، توجه به هنر و مفهوم اعتلای معماری در ایران، توجه به امر مهندسی و مسئله کیفیت زندگی، فراتر از حرف و در حیطه ایده و اجرا در سیاست گذاری وزارت راه و شهرسازی در نظر گرفته شد.

### مخالفت با مالیات بر خانه‌های خالی ومالیات بر عایدی سرمایه
از اقدامات مهم دیگر او در دوره وزارت، مخالفت با بندهای مربوط به مالیات بر عایدی سرمایه و مالیات بر خانه‌های خالی در طرح جامع اصلاح نظام مالیاتی کشور بود. او در زمانی که طرح اصلاح نظام مالیاتی در دولت و مجلس بررسی می‌شد از مخالفان اصلی این دو نوع مالیات بود و سرانجام بند مربوط به این مسئله در لایحه اصلاحیه قانون مالیات‌های مستقیم حذف و از دستور کار مجلس خارج شد. اقدامی که به گفته پورابراهیمی، عضو کمیسیون اقتصادی مجلس، با فشار مستقیم آخوندی صورت گرفت. آخوندی در بند پنجم نامه شش بندی خود خطاب به لاریجانی، رئیس مجلس در این باره اینگونه نوشت:
بند ۱۷ لایحه به موضوع مالیات بر عایدی سرمایه برمی‌گردد. این بند به کمیسیون برگشته و هنوز به تصویب مجلس نرسیده است. وزارت راه و شهرسازی با حذف کامل این بند موافق است. مالیات بر عایدی سرمایه نه از دیدگاه نظری (با توجه به نرخ بالای تورم در کشور و این واقعیت که سرمایه چیزی جز درآمد انباشته نیست) و نه از دیدگاه اجرایی قابل توصیه نیست. به نظر وزارت راه و شهرسازی این بند حتماً باید حذف شود.

## وزارت مسکن و شهرسازی
آخوندی در سال ۱۳۷۲، در دولت دوم هاشمی رفسنجانی، با کسب رأی اعتماد نمایندگان مجلس شورای اسلامی به عنوان وزیر مسکن و شهرسازی منصوب شد. در این دوره برنامه‌های راهبردی در این وزارت‌خانه از جمله نظام پس‌انداز، انبوه‌سازی و کوچک‌سازی تحت عنوان طرح پاک که یک مدل توسعه پایدار در بخش مسکن است، اجرا شد. در این دوره، تأکید وزارت مسکن و شهرسازی بر تقویت کیفی شهرها و زندگی شهری به جای وسعت دادن به شهرها گذاشته شد.
در اسفند ۱۳۷۴ قانون دائمی نظام مهندسی ساختمان به پیشنهاد آخوندی در مجلس شورای اسلامی به تصویب رسید و ارکان مختلف سازمان نظام مهندسی در سال پس از آن با تکیه بر آراء اعضای این سازمان شکل گرفت. او در دوره‌های چهارم و پنجم، عضو سازمان نظام مهندسی تهران بوده است. طرح آمایش سرزمین و طرح‌های منطقه‌ای و ناحیه‌ای که موجب توزیع خدمات و جمعیت در سرزمین به صورت متوازن است، در این دوره تدوین و به تصویب رسید. در دوره تصدی آخوندی بر وزارت مسکن همزمان بیش از یکصد بیمارستان در حوزه ساختمان‌های دولتی در حال اجرا بوده است و ساختمان اجلاس سران، از بناهای این دوره است. همچنین، بنای ساختمان فعلی مجلس شورای اسلامی در آن دوره آغاز شد و بنای موزه نگارستان-موزه قرآن، در حیاط کاخ مرمر، در دوران وزارت آخوندی به پایان رسید.

## فعالیت‌های بین دو دوره وزارت

### قائم‌مقام صدا و سیما
آخوندی در شهریور ۱۳۷۶ قائم‌مقام مدیرعامل سازمان صدا و سیمای جمهوری اسلامی ایران شد. او در این سمت، دو مبحث رابطهٔ توسعه و رسانه و نیز نقد اقتصادی و اجتماعی را به‌طور جدی دنبال نمود. با این همه، روند تبدیل شدن ساختار رسانه ملی به ساختار سیاسی بی‌نام و نشانی برای راندن رجال برجسته تحول خواه از عرصه سیاست ورزی کشور، در این دوره در حال شکل‌گیری بود و آخوندی که این روند را برنمی‌تابید، از سمت خود کنار رفت و برای تحصیل، راهی بریتانیا شد و در رشته اقتصاد سیاسی در مقطع دکتری در رویال هالووی، دانشگاه لندن به تحصیل پرداخت. در سال ۱۳۸۵ و با پایان تحصیلات، آخوندی به کشور بازگشت. این دوره، دوران اولین دولت محمود احمدی‌نژاد بود و آخوندی که هیچ قرابت فکری و همراهی با جریان محمود احمدی‌نژاد و دولت او نداشت، حاضر به پذیرش مسؤولیت اجرایی نشد و با دعوت ریاست دانشکده مطالعات جهان دانشگاه تهران، در رشته مطالعات بریتانیا به تدریس مشغول شد.

### انتخابات ۱۳۸۸
آخوندی در جریان انتخابات ریاست جمهوری ایران (۱۳۸۸) مشاور میرحسین موسوی نامزد انتخابات ریاست‌جمهوری سال ۱۳۸۸ و از رؤسای ستاد انتخاباتی وی بود. او نماینده مهندس میرحسین موسوی در شورای نگهبان و از نمایندگان او در جلسه اعضاء ستادهای کاندیداها با رهبری جمهوری اسلامی در روزهای پس از انتخابات، بود.

### مؤسسه اخلاق و اندیشه حقوق شهروندی
آخوندی در سال ۱۳۹۱ مؤسسه ای به نام «اخلاق و اندیشه حقوق شهروندی» را تأسیس کرد. بر اساس همین رویکرد و با هدف عینیت بخشی و تحقق حداکثری دامنه کنشگری سیاسی و اعمال نفوذ شهروندان، در فضای سرد پیش از انتخابات ۱۳۹۲، او حق انتخاب عمومی شهروندان را در قالب شعار «من یک رأی دارم»، مطرح نمود. بر اساس همین رویکرد بود که پیشنهاد برگزاری نظرسنجی عمومی برای انتخاب بین آقایان حسن روحانی و محمدرضا عارف توسط او ارائه شد و مسؤولیت برگزاری آن را هفت روز پیش از روز رأی‌گیری در انتخابات ۱۳۹۲ بر عهده گرفت.

## وزارت راه و شهرسازی
در سال ۱۳۹۲ آخوندی توسط حسن روحانی برای تصدی وزارت راه و شهرسازی به مجلس معرفی شد و با کسب ۱۵۹ رأی از ۲۸۴ رأی توانست رای اعتماد مجلس را بگیرد. وی در مراسم معارفه‌اش عنوان کرد که با ادامه مسکن مهر به شکل فعلی انتقاد دارد ولی این مخالفت به معنی متوقف کردن این پروژه نیست. چون این طرح با زندگی ۱۰ میلیون ایرانی گره خورده است. او چندی بعد در مصاحبه‌ای اعلام کرد:
«بنده در برنامه اولیه خود نیز اعلام کردم که دولت جدید به تعهدات قبلی پایبند است، اما مسکن مهر طرح چندان جالبی نبوده که ادامه یابد و باید متوقف شود. در مکان‌های نامناسب چندین هزار واحد مسکونی ایجاد شده است، مسکن فقط یک چهاردیواری یا خانه نیست بلکه مردم خدمات مختلف، روابط اجتماعی درست و امکانات حمل و نقل مناسب می‌خواهند.»
در دولت دوم حسن روحانی، او با کسب ۱۸۸ رأی از مجموع ۲۷۷ رأی به تصدی این مسؤولیت ادامه داد.

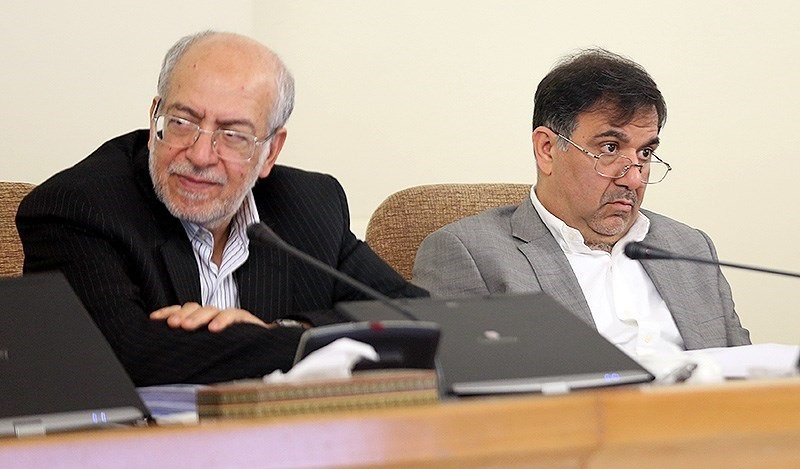
عباس آخوندی درکنار محمدرضا نعمت‌زاده در جلسه هیئت دولت یازدهم

### سه استیضاح ناموفق
در سه شنبه ۱۴ مهر ۱۳۹۴، جلسه استیضاح عباس آخوندی، وزیر راه و شهرسازی در مجلس شورای اسلامی برگزار شد و نهایتاً استیضاح وزیر راه و شهرسازی با ۷۲ رأی موافق، ۱۷۵ رأی مخالف و ۵ رأی ممتنع از مجموع ۲۵۲ رأی مأخوذه، رأی نیاورده و عباس آخوندی به عنوان وزیر راه و شهرسازی ابقاء گردید.
در ۱ اسفند ۱۳۹۵ و یک سال بعد از روی کار آمدن مجلس دهم آخوندی مجدداً استیضاح و به مجلس فراخوانده شد، اما مجدداً استیضاح با ۷۴ رأی موافق، ۱۷۶ رأی مخالف و ۵ ممتنع استیضاح از مجموع ۲۵۷ نماینده حاضر در مجلس رأی نیاورده و آخوندی در وزارت راه و شهرسازی ماندنی شد.
در ۲۲ اسفند ۱۳۹۶ نیز جلسه استیضاح وی برگزار شد که با ۹۲ رأی موافق و ۱۵۲ رأی مخالف و ۲ رأی ممتنع از مجموع ۲۴۶ رأی به فعالیتش در دولت ادامه داد و در این سمت ابقا گردید.

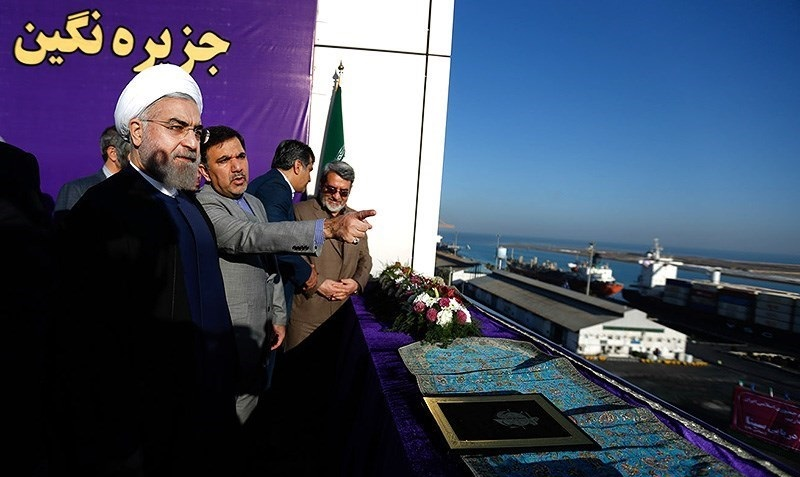
عباس آخوندی درکنار حسن روحانی

### استعفا
آخوندی در تاریخ ۲۸ مهرماه ۱۳۹۷ با انتشار نامه استعفای قبلی خود به‌طور رسمی از وزارت راه و شهرسازی استعفا داد و رئیس‌جمهور نیز پذیرفت.

### اتهامات وارد شده
در ۱۲ آبان ۱۳۹۹ حجت‌الاسلام حسن شجاعی در گفت‌وگو با تسنیم اعلام کرد کمیسیون اصل ۹۰ مجلس ورود به بررسی شکایت اقبال شاکری نماینده تهران از عباس آخوندی در حوزه مسکن شده است و تحقیقات خود را آغاز کرده است. در سوم آذر ۱۳۹۸ رسانه‌ها از بازداشت محمدمهدی آخوندی فرزند عباس آخوندی وزیر سابق مسکن و شهرسازی خبر دادند که پس از مدتی آزاد شد. 
در مردادماه ۱۴۰۱ گزارش تحقیق و تفحص مجلس شورای اسلامی از فولاد مبارکه اصفهان در ۲۹۷ صفحه منتشر شد. در این گزارش ۹۰ عنوان تخلف، انحراف و تحمیل خسارت و توزیع رانت بالغ بر صدها هزار میلیارد ریال و همچنین ضعف‌های ساختاری و نواقص قانونی مورد رسیدگی قرار گرفته است. نام عباس آخوندی در این گزارش به عنوان معرف در انتصابات فرمایشی مطرح شده است.

## نامزدی شهرداری تهران
در پاییز ۱۳۹۷، آخوندی کاندیدای شهرداری تهران شد و برنامه‌های خود را به شورای شهر تهران ارائه کرد. در ۲۰ آبان ۱۳۹۷ نام او در کنار پیروز حناچی به عنوان نامزدهای نهایی شهرداری تهران مطرح شد. که با کسب ۱۰ رأی نتوانست به عنوان شهردار انتخاب شود و پیروز حناچی با کسب ۱ رأی بیشتر به عنوان شهردار جدید تهران، در تاریخ ۲۲ آبان ۱۳۹۷ انتخاب گردید.

## سوابق اجرایی و سیاسی
- اولین شورای مرکزی جهاد سازندگی (۱۳۵۸)
- ستاد پشتیبانی جبهه‌های جنگ جهاد سازندگی
- معاون سیاسی اجتماعی وزارت کشور (۱۳۶۱-؟)
- رئیس بنیاد مسکن (بهمن ۱۳۶۶ - ؟)
- وزیر مسکن و شهرسازی (۱۳۷۲–۱۳۷۶)
- عضو شورای عالی پول و اعتبار (۱۳۷۴ تا ۱۳۷۶)
- قائم مقام مدیر عامل صدا و سیمای جمهوری اسلامی ایران (مهر ماه ۱۳۷۶ - شهریور ماه ۱۳۷۷)
- بنیان‌گذار مؤسسه تحقیق و توسعه صنعت احداث و انرژی (۱۳۸۰)
- عضو شورای رقابت (۱۳۸۸ تا ؟)
- عضو هیئت مدیره دوره چهارم و پنجم نظام مهندسی استان تهران، (۱۳۸۵– ؟)[۲۱]
- عضو شورای مرکزی نظام مهندسی (دوره چهارم و پنجم)
- وزیر راه و شهرسازی(۱۳۹۲–۱۳۹۷)